# قرمدة
بلدية قرمدة هي بلدية من بلديات مدينة صفاقس الواقعة في تونس وهي تابعة إلى معتمدية صفاقس الجنوبية.

## توأمة
لقرمدة اتفاقيات توأمة مع:
- فيلفونتين